# Letícia Bufoni
Letícia Bufoni est une skateuse brésilo-américaine née le 13 avril 1993 à São Paulo.

## Biographie
Née à São Paulo le 13 avril 1993, commence la compétition en skateboard au niveau international à l'âge de 14 ans lorsqu'elle se rend en Californie pour participer aux X Games. Malgré une dernière place dans la compétition elle convainc son père de la laisser poursuivre pour devenir skateuse professionnelle. Il lui faut attendre l'édition 2010 pour monter sur le podium de la compétition avec une médaille d'argent.
À partir de cette médaille, elle enchaîne les victoires qui font d'elles l'une des plus importantes skateuses sur le plan international. En 2015, elle fait partie des athlètes choisis pour apparaître dans Tony Hawk's Pro Skater 5. Elle est à nouveau présente en 2020 dans le remake des premiers titres de la série : Tony Hawk's Pro Skater 1 + 2.
Elle représente le Brésil à l'épreuve de street du skateboard aux Jeux olympiques d'été de 2020 où elle termine à la neuvième place de la compétition. Ce classement la fait échouer aux portes de la finale à laquelle n'accèdent que les huit premières athlètes.
En 2022, le livre Guinness des records lui délivre deux titres, celui de la femme ayant gagné le plus de médailles d'or aux X Games dans une même discipline (5, en street) et celui du nombre totale de médaillées gagnées par une femme aux X Games toujours (12).